# Ignace Strasfogel
Ignace Strasfogel, né le 17 juillet 1909 à Varsovie et mort le 6 février 1994 à New York, est un compositeur et chef d'orchestre polonais qui a émigré aux États-Unis.

## Biographie
Strasfogel a vécu à partir de 1912 à Berlin et a appris la composition auprès de Franz Schreker. Il a remporté le Prix Mendelssohn en 1926 pour ses deux sonates pour piano. En janvier 1934 il est contraint à l'émigration par le nazisme et a travaillé comme pianiste et chef d'orchestre aux États-Unis (il a été le chef d'orchestre du Metropolitan Opera de New York de 1951 à 1974). Ce n'est qu'après une interruption de 35 ans (1948-1983) qu'il écrit de nouvelles œuvres pour piano, orchestre de chambre ainsi que des Lieder.

## Œuvres (sélection)

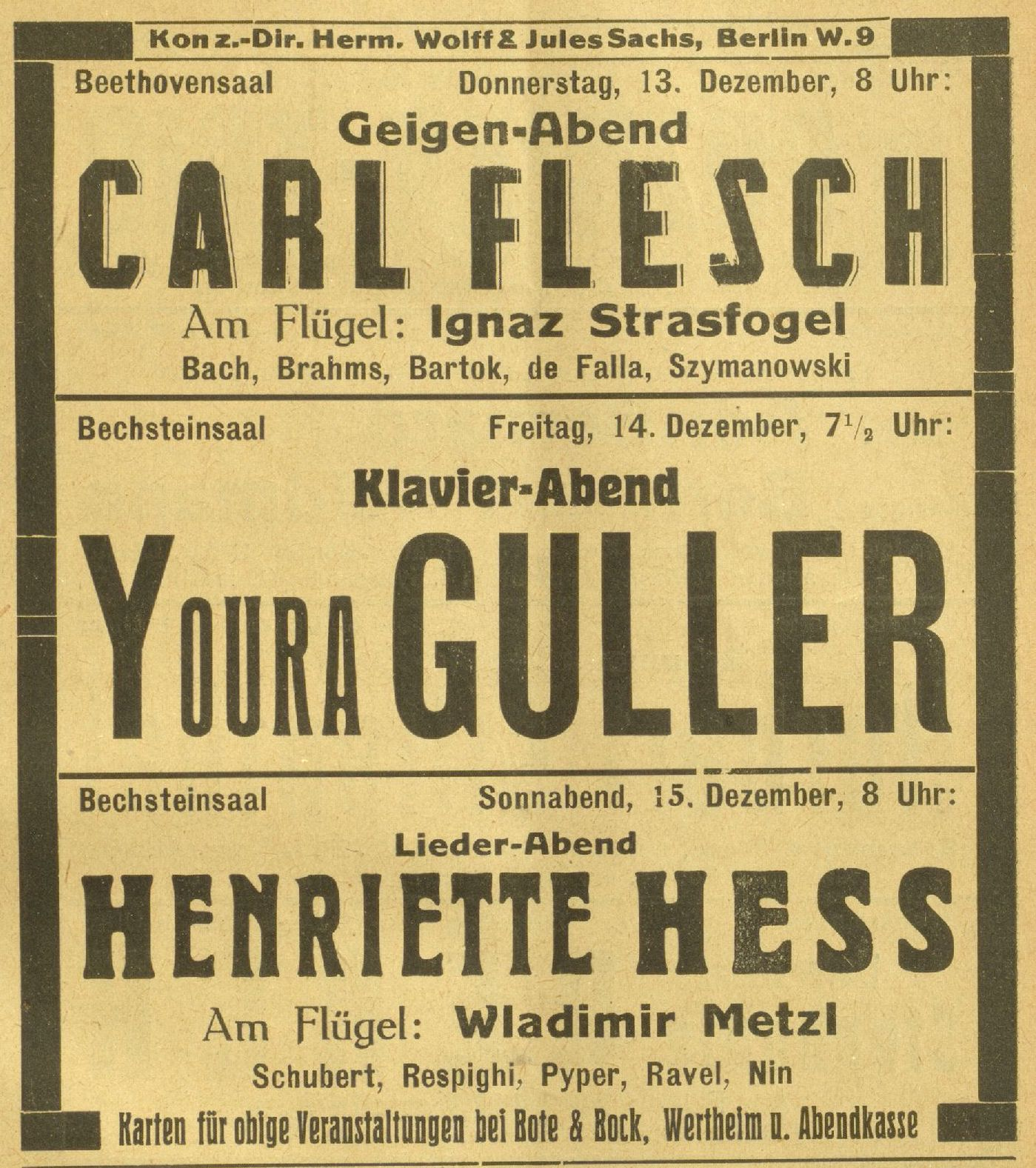

### Piano
- 1923/1924 Capriccio avec de vieilles danses d'après 8 tailles-douces de Jakob Callot
- octobre 1924 Scherzo no 1
- 1925 Sonate no 1
- 1926 Sonate no 2
- 1926 Franz Schreker-Heft Six transcriptions pour piano
- 1927 Transcription pour piano Franz Schreker Kammersinfonie
- 1946 Preludio fugato
- 1988/1989 Rondo
- 1992 Scherzo no 2

### Guitare
- 1940 Prélude, Elégie et Rondo

### Musique de chambre
- vers 1927 Premier quatuor à cordes
- 1989/1990 Second quatuor à cordes

### Lieder
- 1985 Dear Men and Women pour baryton et piano sur un poème de John Hall Wheelock